# Channel 5 Broadcasting Limited
Channel 5 Broadcasting Limited is een Brits bedrijf dat drie commerciële televisiestations runt in Groot-Brittannië. Het is eigendom van het Amerikaanse mediaconglomeraat Paramount Global.
De televisiezenders van Channel 5 Broadcasting Limited zijn:
- Five (voorheen Channel 5), de op twee na grootste commerciële televisiezender in Groot-Brittannië;
- FIVER, een jongerenzender die in mei 2008 in de plaats kwam van kanaal Five Life, dat zich voornamelijk op vrouwen richtte;
- Five US, een zender gespecialiseerd in het uitzenden van Amerikaanse series en films, en daarnaast ook eigen producties uitzendt met Amerika als thema.

De drie zenders zijn in heel Groot-Brittannië te ontvangen via kabel, satelliet en gratis via Freeview.
Daarnaast is Five ook te ontvangen via een analoog ethersignaal in ongeveer 80% van Groot-Brittannië.